# قانون الأصوات الأربعة
قانون الأصوات الأربعة أو ما يُعرف رسميًا في دولة الكويت بقانون رقم 42 لسنة 2006 أو قانون الدوائر الخمس وفق نظام الأصوات الأربعة، هو قانون اجتمع مجلس الأمة والحكومة الكويتيين بتاريخ 17 يوليو 2006، في الفصل التشريعي الحادي عشر على إقراره، وقد نص على إعادة تقسيم الدوائر الانتخابية في الكويت من «خمس وعشرين دائرة انتخابية على مستوى الكويت، تنتخب كل دائرة عضوين»، إلى «خمس دوائر انتخابية». أجريت ثلاثة انتخابات نيابية وفق هذا القانون ما بين الفترة الممتدة بين (2008-2012). وقد أجري في 2012 على المادة الثانية من القانون تعديلا، عرف التعديل بمرسوم قانون الصوت الواحد.

## نص القانون
نصّت المادة الأولى والثانية من القانون على: أن «تقسّم الكويت إلى خمس دوائر انتخابية، تنتخِبُ كل دائرة عشرة أعضاء للمجلس، على أن يكون لكل ناخب حق الإدلاء بصوته لأربعة من المرشحين في الدائرة المقيّد فيها».

## الهدف من القانون
كان الهدف من إعادة تقسيم الدوائر الانتخابية في الكويت، التوزيع العادل للأصوات بين الدوائر الانتخابية، والحد من ظاهرة وصول نواب يُنتَخَبون وفقًا لاعتبارات قبليّة وطائفيّة وعائليّة، أو أولئك الذين يُنتَخَبون من خلال عمليات شراء الأصوات وتقديم الخدمات وإنجاز المعاملات الحكومية، وهي ظواهر أدّت إلى بروز المصالح الفئوية والشخصية على مصالح الأمة وتغليب كفة فئة «النواب الخدميّين» في بيت التشريع – مجلس الأمة – على «النواب التشريعيين» حسبما غلب وصفهم لدى التيارات الإصلاحية والليبرالية وتيار «الحركة البرتقالية» الشبابية الكويتية التي رفعت شعار «نبيها خمسة» (أي نريدها خمسًا، في إشارة إلى مشروع قانون الدوائر الخمسة).

## مجالس انتخبت وفق القانون
انتخبت ثلاث مجالس نيابية وفق هذا النظام، وهي كل من:
- مجلس الأمة الكويتي 2008
- مجلس الأمة الكويتي 2009
- مجلس الأمة الكويتي (فبراير 2012)

### ندوة كرامة وطن
قبيل صدور مرسوم الصوت الواحد من قبل صباح الأحمد، دعت قوى من المعارضة في الكويت لندوة أسمتها «كفى عبثًا»، وذلك بعد سلسلة ندوات وتجمعات نظمتها للتصدي لتغيير النظام الانتخابي وآلية الأصوات. حضر التجمع ما يقارب 20 ألف كويتي، كان فيه سقف الخطاب مخالفًا لسقف جميع تجمعات المعارضة الكويتية في السابق فتم توجيه الخطاب إلى أمير البلاد آنذاك الشيخ صباح الأحمد مباشرةً. ألقى السياسي الكويتي مسلم البراك خطابًا قوي اللهجة وجهه لأمير الكويت مباشرةً قال فيه: «باسم الأمة، باسم الشعب، لن نسمح لك يا سمو الأمير بممارسة الحكم الفردي». تسبب هذا الخطاب في سجن النائب السابق مسلم البراك سنة 2015 عامين بعد إدانته بالإساءة لحاكم البلاد.